# Łabiszynek
Łabiszynek (prononciation : [wabiˈʂɨnɛk]) est un village polonais de la gmina de Gniezno dans le powiat de Gniezno de la voïvodie de Grande-Pologne dans le centre-ouest de la Pologne.
Il se situe à environ 7 kilomètres au nord de Gniezno (siège de la gmina et du powiat) et à 49 kilomètres au nord-est de Poznań (capitale régionale).
Le village possédait une population de 590 habitants en 2006.

## Histoire
De 1975 à 1998, le village faisait partie du territoire de la voïvodie de Poznań.

Depuis 1999, Łabiszynek est situé dans la voïvodie de Grande-Pologne.